# 數字科技
數字科技股份有限公司 是591、8591、8891等網路平臺的營運企業，總部位於新北市三重區，2007年1月23日創立。成立於2007年。

## 歷史

### 企業發展
- 2004年，成立「8591寶物交易網」
- 2007年，成立「數字科技股份有限公司」、「591房屋交易網」
- 2009年，成立「8891汽車交易網」、「518人力銀行」、於中國投資子公司「数睿科技（深圳）有限公司」
- 2011年，成立「101原創T恤網」
- 2012年，數字科技正式在台灣登錄興櫃交易(IPO)  [2]
- 2014年，正式上櫃，成立「101名品會」及香港設立「香港591房屋交易網」
- 2016年，成立「100室內設計」、「結婚吧」
- 2018年，成立「小雞上工」、「香港8591寶物交易網」
- 2019年，「Tasker出任務外包網」網站改版
- 2021年，「518人力銀行」更名為「518熊班」

### 相關事件
- 2011年4月，「518外包網」違反公平法「妨礙公平競爭」，公平會委員會議決議開罰40萬元。[3]
- 2014年8月，「8591寶物交易網」涉嫌違反《電子票證發行管理條例》，遭新北地檢署起訴。[4][5][6][7]
- 2014年12月，數字科技旗下518人力銀行，違法蒐集104求職者資料，違反<<營業秘密法>>判賠90萬。[8][9]
- 2017年6月 ,   數字電子票證案 一審獲判無罪。[10][11]
- 2018年12月 ,   數字電子票證案 二審獲判無罪。[12][13]

### 獲獎
- 2011年，「591房屋網」、「8591寶物交易網」獲得數位時代雜誌2011年台灣網路100強 [14]
- 2012年，「591房屋網」獲《經濟部第12屆金網獎 服務平台類銀質獎》(https://web.archive.org/web/20141015020340/http://www.e21.org.tw/list.php)

## 旗下平台
| 網站平臺           | 營運現況                |
| ------------------ | ----------------------- |
| 台灣論壇           | 已關站 (2004.3-2012.11) |
| 台灣8591寶物交易網 | 營運中                  |
| 591房屋網          | 營運中                  |
| 8891汽車交易網     | 營運中                  |
| 518熊班            | 營運中                  |
| 101原創T恤網       | 出售                    |
| 591房屋網香港站    | 營運中                  |
| 101名品會          | 暫停營業                |
| 100室內設計        | 營運中                  |
| 香港8591寶物交易網 | 營運中                  |
| 結婚吧             | 已關站                  |
| 小雞上工           | 營運中                  |
| Tasker出任務       | 營運中                  |
| 找師傅             | 營運中                  |

## 外部連結
- 數字科技 （页面存档备份，存于）（繁體中文）

1. ↑   （中文（臺灣））.
2. ↑  . 立法院. 2013-07-23 （中文（臺灣））.